# Полтавагазвидобування
Газопромислове управління «Полтавагазвидобування» — є одним із виробничих підприємств з видобутку природного газу, газового конденсату та нафти, що входять до складу АТ Укргазвидобування.
Видобуток ГПУ «Полтавагазвидобування» у 2018 році склав 6,065 млн.м³ газу, понад 303,8 тис. тонн газового конденсату та нафти.

## Історія
В 2010 році було введено в експлуатацію нові дотискні компресорні станції на Опішнянському, Комишнянському та Куличихинському родовищах, що дозволило додатково отримати 73 млн м3 газу та 2,5 тис. т конденсату.

## Родовища й інфраструктура
ГПУ «Полтавагазвидобування» здійснює розробку 42 родовищ вуглеводнів у східній і центральній частині України (Полтавська, Харківська, Сумська і Дніпропетровська області). Експлуатаційний фонд управління становить 743 свердловини.
Газопромислове управління має 49 виробничих об'єктів (ДКС, ДПГГК, УКПГ, УППГ, ТДПУ, УКПНГ, УППНГ), серед яких Машівський, Солохівський, Гадяцкий, Яблунівський та Краснокутський цехи з видобутку газу, газового конденсату та нафти.
Загальна протяжність міжпромислових трубопроводів та шлейфів складає близько 4 тис. км.

## Продукція і діяльність
Продукція:
- природний газ;
- газовий конденсат;
- нафта.

Напрямки діяльності:
- видобуток природного газу, нафти та газового конденсату;
- спорудження свердловин;
- поточний та капітальний ремонт свердловин;
- проектні роботи промислових об'єктів та об'єктів соціально-побутової сфери.